# Enfer
Pour les articles homonymes, voir Enfer (homonymie).
 (juin 2020).
- Si vous ne connaissez pas le sujet, laissez ce bandeau (vous pouvez alors contacter les auteurs).
- Si vous supprimez le contenu mis en cause (vous pouvez préalablement contacter les auteurs),

argumentez précisément cette suppression dans la page de discussion
(un manque de référence n'est pas un argument ; une recherche réelle de référence doit avoir été effectuée, être formellement documentée).

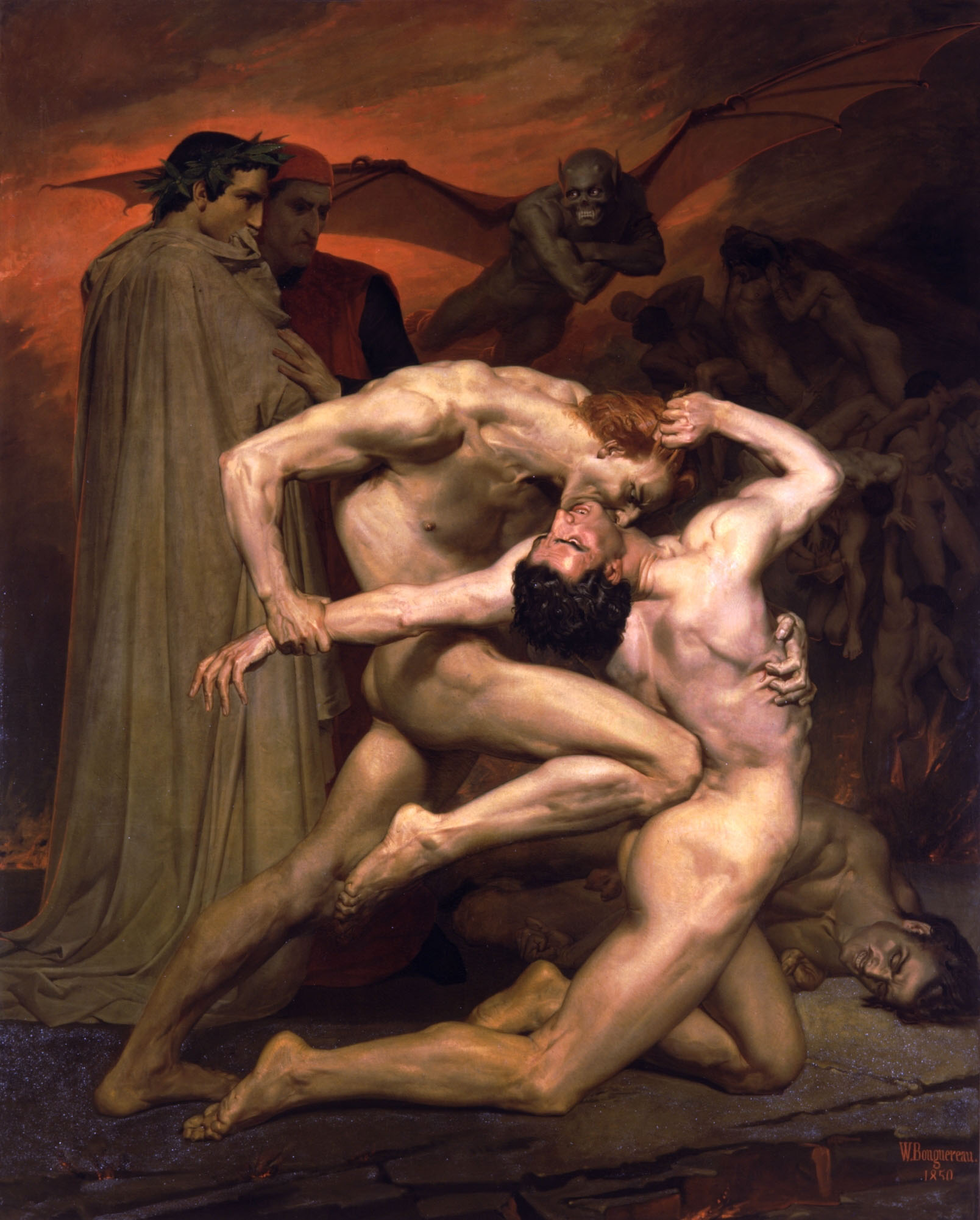
Dante et Virgile en enfer (œuvre de William Bouguereau, 1850).

L'Enfer, du latin infernus (« qui est en dessous »), est, selon de nombreuses religions, un état de souffrance extrême — du corps ou de l'esprit humain après sa séparation du corps —, douleur expérimentée après la mort par ceux qui ont commis des crimes et des péchés dans leur vie terrestre.
La définition de l'enfer et ses caractéristiques sont variables d'une religion à l'autre et sont parfois sujettes à différentes interprétations au sein d'une même religion. Ainsi, selon le bouddhisme, l'enfer est avant tout un état d'esprit de l'individu soumis aux désirs et passions tandis que l'enfer (ou les enfers) désigne aussi simplement le séjour des morts ou d'une partie d'entre eux, pour d'autres. Cependant, toutes évoquent un endroit terrible, et selon certaines, qui réside sous terre.

## Origines mésopotamiennes
Les premières traces des Enfers sont mésopotamiennes (environ  2000 av. J.-C.). Selon les Mésopotamiens, le monde est divisé en deux parties : l'« En-Haut », dirigé par les dieux des vivants, et l'« En-Bas », dirigé par les dieux des morts. Entre les deux, le monde des vivants flotte sur l'Apsû, le lac d'eau douce. Pour les Sumériens et les Akkadiens, les Enfers est l'« En-Bas », le « Pays sans retour », le « Kur » (ou « Ki ») en sumérien, la « Terre » ou la « Montagne », l'« Arallû », le « Grand En-bas », l'« Irkalla », la « Grande Cité » ou la « Grande Terre », le lieu où se retrouvent les morts.
Les documents écrits rassemblant le plus d'informations sur les Enfers mésopotamiens sont des récits comme l'Épopée de Gilgamesh, les différentes versions de la Descente d'Inanna aux Enfers (et les récits ou lamentations annexes) et le mythe de Nergal et Ereshkigal. Des informations précieuses sont également issues de la compilation de textes funéraires, de lamentations et de descriptions d'exorcismes visant à renvoyer les morts à leur place.
Le mythe de la Descente d'Inanna aux Enfers et sa version akkadienne présentent tous deux une longue description des Enfers. À la lecture des deux œuvres, l'entrée du monde des morts, lieu de damnation éternelle, se trouve au palais du Ganzer que l'on atteint après une longue marche vers l'Ouest à travers une large steppe et de nombreuses montagnes par « le Chemin à l'aller sans retour ». Derrière le palais, se trouvent sept murailles percées de sept portes successives qui mènent au cœur des Enfers. D'après d'autres sources cunéiformes, on accède aux Enfers par les anfractuosités des rochers ou les fissures sur le sol. Les morts, dont le corps est enterré dans une sépulture souterraine (parfois sous la maison familiale), peuvent trouver leur propre chemin pour l'« En-bas ».
Avant de descendre dans les Enfers, le mort se transforme en « Etemmu » (« Gedim » en sumérien). Les Mésopotamiens ne cultivent pas encore l'idée de l'âme qui habite et anime le corps. Selon Jean Bottéro, l'Etemmu est une sorte de réponse à l'incompréhension du néant, du vide que laisse la personne disparue. L'Etemnu est une sorte de fantôme basé sur le souvenir que les vivants ont du défunt. Il apparaît sous forme d'ombres ou d'apparitions fugaces. Par ailleurs, ce fantôme qui se trouve dans les Enfers peut être rappelé par certaines personnes afin d'être interrogé par les vivants et, s'il devient indésirable, son renvoi vers le « Grand En-bas », devient également l'occasion d'un rite d'exorcisme où l'Etemmu qui hante les vivants est confié au dieu Tammuz, lors de sa redescente annuelle, afin qu'il les guide, en bon berger, vers l'endroit d'où ils ne devraient plus revenir.

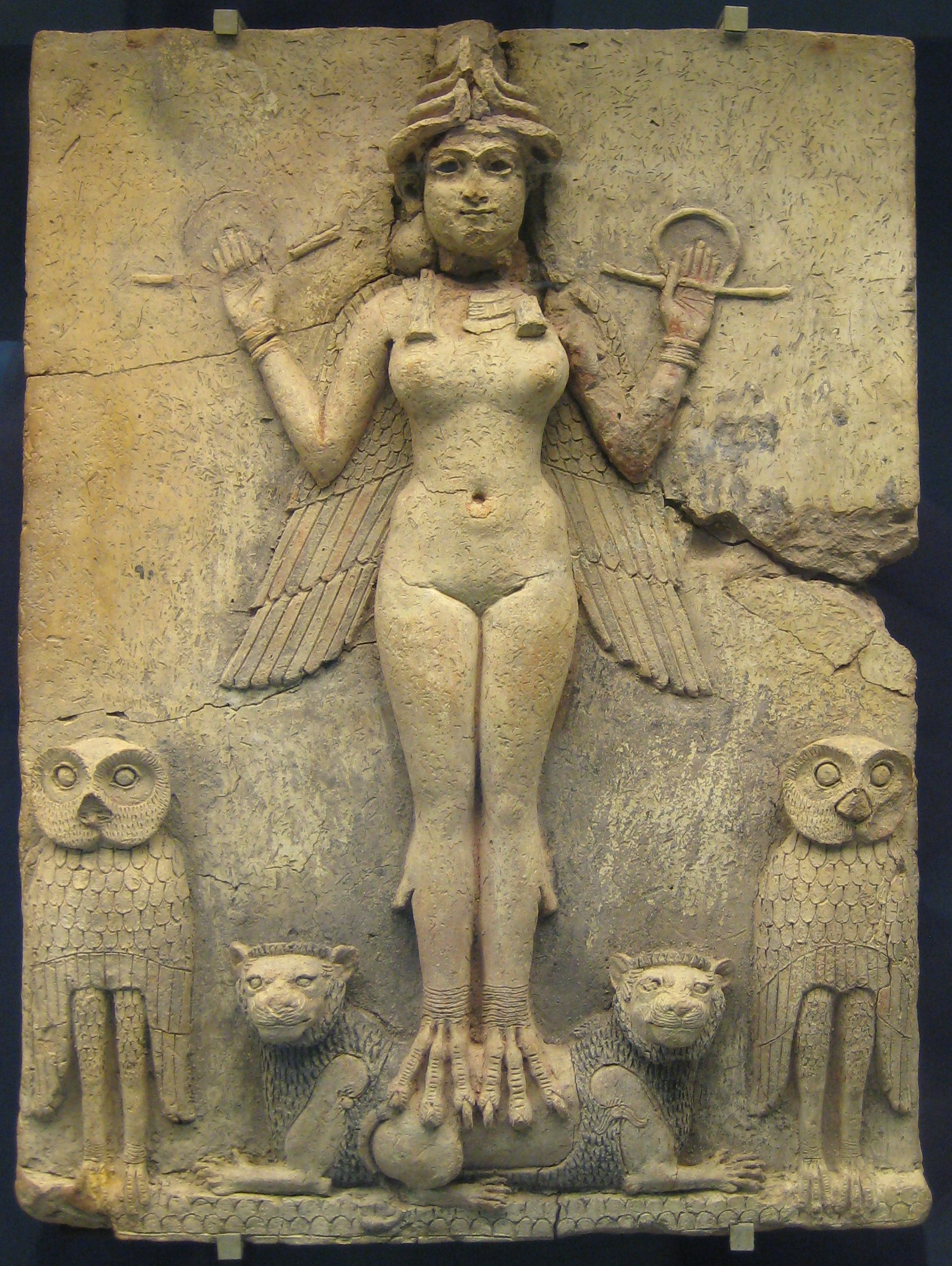
La plaque Burney, également appelée en, représente fort probablement la déesse Ereshkigal. en, Londres.

Déesse des Enfers, Ereshkigal est la « Reine du monde d'en dessous », la « Reine des morts » ou « Dame de la Grande Terre ». Elle représente la mort, mais, contrairement à sa sœur Inanna, elle donne naissance à des enfants : les jeunes gens qui meurent sur Terre avant leur temps. On lui attribue Gugalanna comme mari, le « Taureau du Ciel » dont elle porte le deuil dans la Descente d'Inanna aux Enfers. Un autre mythe akkadien, Nergal et Ereshkigal, fait d'Ereshkigal l'épouse du dieu Nergal. Elle règne dans un « palais de lapis-lazuli » assistée par son vizir Namtar, dieu de la maladie et des épidémies,, et par la scribe des Enfers, Geshtinanna, sœur de Dumuzi et épouse de Ningishzida. Elle s'accompagne également des sept Annunaki — les juges des Enfers.
Rien dans la littérature mésopotamienne ne laisse entendre qu'un mort est jugé à son entrée dans les Enfers pour les actes qu'il a commis ; tous les morts vivent le même destin aux Enfers peu importe la conduite morale adoptée de leur vivant. Ainsi, les Annunaki ne font que faire respecter la loi des morts et ne gèrent que les aspects internes et fonctionnels des Enfers. Par exemple, dans le récit de la Descente d'Inanna aux Enfers, les sept Annunaki rappellent à Inanna que, si elle veut remonter sur Terre, elle doit trouver un substitut vivant. Elle est donc condamnée par ceux-ci à rechercher un membre vivant de sa famille ou de ses proches pour la remplacer dans les Enfers.
D'une manière générale, les Enfers sont perçus par les Mésopotamiens de manière très pessimiste : le destin du mort n'est aucunement joyeux, le plaisir et l'affection en sont totalement absents. Le mort sous sa forme d'Etemmu, y entre pour y vivre une pâle réplique de sa vie terrestre. D'après l’Épopée de Gilgamesh et la Descente d'Ishtar aux Enfers, le mort s'y « alimente de terre », « s'abreuve d'eau trouble » et y accomplit dans l'obscurité les mêmes gestes accomplis dans sa vie d'avant,. Cette vision des Enfers préfigure celle du Sheol des premiers hébreux.
En la Demeure où les arrivants

Sont privés de lumière,

Ne subsistant plus que d'humus, alimentés de terre,

Affalés dans les ténèbres, sans jamais voir le jour,

Revêtus, comme des oiseaux, d'un accoutrement de plumage.
— Descente d’Ishtar aux Enfers - Environs du Xe siècle av. J.-C.
Mais tout dépend de la façon dont les vivants traitent et célèbrent le mort, d'où l'importance apportée, dans le mythe de la Descente d'Inanna aux Enfers, aux rituels de deuil qui peuvent alléger le triste destin des disparus,. Ainsi, en prononçant plusieurs fois le nom des ancêtres, en versant parfois de l'eau sur le sol et en organisant tous les mois un repas où les Etemmu des parents disparus sont invités, les vivants se rappellent des morts et allègent le séjour de leurs parents disparus dans l'« En-Bas ».

## Dans la mythologie grecque
Dans la mythologie grecque, les Enfers (au pluriel) sont le royaume des morts. C'est un lieu souterrain où règnent le dieu Hadès et sa femme Perséphone.

### Apport de Platon
Dans La République, son grand ouvrage de théorie politique, Platon expose le mythe d'Er. Ce mythe, tout en reprenant les croyances populaires sur l'après-vie, sert au philosophe à préciser celles-ci afin d'en faire un instrument du contrôle politique sur lequel puisse se fonder une cité. Il est le premier auteur à offrir une description fort concrète des punitions corporelles graduées qui attendent les méchants après la mort et à marquer la séparation géographique de l'enfer, du purgatoire et du paradis.
Ce mythe a exercé une influence considérable sur la culture occidentale après avoir été intégré au dogme chrétien par l'église, dont il contribuera à consolider le pouvoir temporel tout en introduisant un élément de violence au cœur même de la religion chrétienne.

## Dans la mythologie nordique
Hel avec Niflhel sont l'un des Neuf Mondes où vivent les morts et où vont les gens emportés par la maladie et la vieillesse.

## Dans le judaïsme
Chez les juifs anciens, comme au sein des autres nations sémites, l'existence dans le Sheol (שאול) était considérée comme une perpétuation fantomatique de la vie terrestre, pendant laquelle les problèmes de cette vie terrestre prenaient fin. Le Shéol était conçu comme un lieu souterrain où les morts menaient une vie léthargique.
Plus tard, la prédiction du prophète du judaïsme Isaïe dans sa satire sur la mort du roi de Babylone, s'adressant en ces termes au tyran : « Te voilà shéol, dans les profondeurs de l'abîme » (Isaïe 14 15), donna naissance à l'idée selon laquelle il existerait plusieurs profondeurs au Sheol, en fonction du degré de récompense ou de châtiment mérités. Quoi qu'il en soit, chez les Juifs, la notion d'éternité en enfer n'existe pas.
Dans le judaïsme de la période du Second Temple et dans la littérature intertestamentaire, l'influence grecque peut être vue dans les idées juives de la demeure des morts :
- L'Hadès juif soit le Shéol שאול - est devenu un lieu où les morts pourraient être conscients[d] ;
- Sein d'Abraham - une zone délimitée de l'Hadès où les justes attendent la résurrection[18] ;
- Géhenne (גיא הנום : Guei Hinnom) - le feu du Dernier Jour dans la Mishnah[e].

### Dans la littérature religieuse
Dans la littérature talmudique et midrashique, l'enfer est mentionné comme un lieu où les méchants sont jugés après leur vie dans ce monde : « Et sa fin hérite de l'enfer ». En enfer, les méchants sont condamnés six mois au feu et six mois à la grêle et à la neige. Le feu de l'enfer cesse le jour du shabbat. Dans le Traité Erubin, il est dit qu'il existe trois ouvertures vers l'enfer : une dans le désert et une dans la mer et une à Jérusalem (à la vallée de Hinnom). Le traité Shabath indique que dans la chaleur de Tibériade, il y a des sources d'où jaillit de l'eau bouillante à une température d'environ 60 degrés parce qu'elles « se sont réchauffées à l'entrée de l'enfer », d'où l'on peut comprendre que l'enfer est souterrain. Selon le Talmud de Babylone, l'enfer comporte sept sections et les Midrashim ont identifié les sept noms de l'enfer comme les noms des différentes sections, et entre chacune, il y a une profondeur d'enfer de deux mille cent ans.
Les Rishonim étaient divisés quant à savoir si l'enfer est une condition physique, une angoisse, une souffrance et l'anéantissement dans ce monde, ou le châtiment des âmes après la mort.
Rabbi Hama a dit dans Rabbi Hanina : « Tout lecteur qui lit le Shema et est méticuleux dans ses lettres refroidit son enfer ».

### Dans la littérature hébraïque
Plusieurs ouvrages de la littérature hébraïque décrivent l'enfer, notamment (he)Les Cahiers d'Emmanuel du Romain Emmanuel ben Shlomo ben Ekoutiel, publié vers 1320 ; Emek Refaïm de Yitzhak Don Bar-Levinson ; (he) Le Commencement de la sagesse (Reshit Chochmah)  par le kabbaliste (en) Eliahu de Vidash (l'un des disciples du Ramak et d'Isaac Louria), imprimé pour la première fois en 1578 ; Tribe of Morality par Elijah le prêtre d'Izmir, publié en 1712 ; « La parabole et sa leçon » (incluse dans le recueil (he) Ville et plénitude), par le prix Nobel de littérature Shmuel Yosef Agnon, paru en 1973.

### Après la mort
Après la mort de son parent juif, la coutume est de réciter la prière en araméen du Kaddish Yatom  - bien qu'elle ne comporte aucune allusion aux morts ni au deuil ni à leur résurrection - pendant onze mois car selon la tradition et le Midrash, la période des méchants en enfer est de douze mois,. D'après la tradition ashkénaze, pour que le défunt ne soit pas considéré comme un méchant ayant besoin de salut pendant ces douze mois, le Kaddish est dit seulement pendant onze mois. De cette source et d'autres sources, il apparaît que l'enfer n'est pas nécessairement une punition éternelle mais sert parfois de station de transit et de punition temporaire. Cependant, il y a des péchés graves pour lesquels, selon les Sages : « L'enfer est enfermé dans leur visage et nous le condamnerons pour les générations à venir ».

## Dans le christianisme
L'enfer est un concept central dans le christianisme et apparaît déjà explicitement dans le Nouveau Testament. La place de cette croyance est plus significative dans le christianisme que dans le judaïsme relativement à la Mishna et le Talmud écrits pendant et après cette période. La plupart des occurrences d'origine grecque du mot γέεννα / géenna, « lieu de torture » traduit par « Gehenne » est une translittération ou une traduction du mot « enfer » en hébreu et en araméen, et désigne le lieu où les morts sont jugés. En outre, le mot ᾍδης / Háidēs, « Hadès, roi des Enfers » apparaît, généralement dans des citations de la Bible comme une traduction du terme שאול (Shéol), et à un endroit le mot Τάρταρος / Tártaros, « Tartare » apparaît, comme le lieu où les anges rebelles ont été envoyés. Dans les versions anglaises du Nouveau Testament, les trois mots sont traduits par le mot Enfer. À partir de ces références, on peut conclure que dans le christianisme primitif, le concept de l'enfer unit des concepts issus du judaïsme, de la mythologie grecque et du zoroastrisme, et reflète une croyance dans le monde de l'au-delà qui s'est enracinée dès la période du Nouveau Testament.
Dans les évangiles, Jésus évoque « le châtiment éternel », « le feu éternel, le feu de la géhenne » « qui ne s’éteint point » et qui sera réservé à ceux qui meurent en état de péché mortel. Les premiers écrivains chrétiens utilisèrent le terme « enfers » pour désigner les limbes des pères, dans lesquels les âmes des justes décédés avant l'avènement du Christ attendaient leur rédemption, et qui sont mentionnés dans le Symbole des Apôtres, « Il [Christ] descendit aux enfers ». Selon la foi chrétienne, le Christ apporta la rédemption à ces âmes saintes et elles montèrent au ciel. La plupart des patriarches ont d'ailleurs été considérés comme des saints au Moyen Âge. Le mot « enfer(s) » désigne ensuite le Purgatoire, lieu de purgation des péchés véniels dans la doctrine catholique, et qui conduit toujours au ciel, et enfin le lieu de châtiment de Satan et des autres anges déchus ainsi que de tous les mortels morts sans s'être repentis de leurs péchés. Cette dernière interprétation est conforme au catéchisme de saint Pie X et à l'article Lumen gentium numéro 48 du concile Vatican II.
La croyance dans l'existence de limbes pour les jeunes enfants non baptisés, où ils auraient joui d'une félicité naturelle mais où le bonheur suprême de voir Dieu leur était refusé, n'a jamais été officialisée par l'Église catholique avant d'être définitivement balayée le 19 avril 2007, comme contraire à l'universalité du salut offert par le Christ à tous ceux qui le veulent.

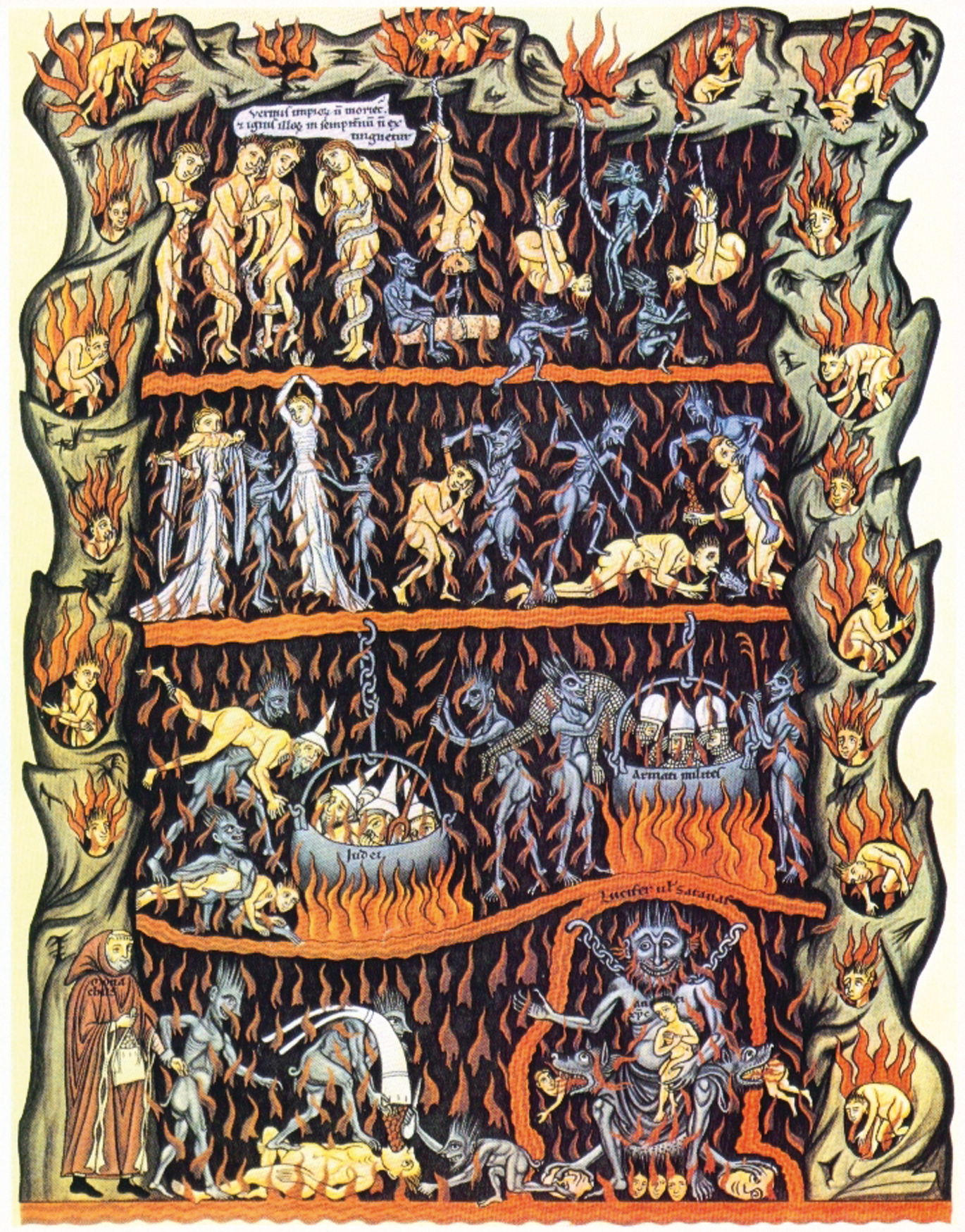
Illustration de l'Enfer au Moyen Àge, v. 1180

La durée des châtiments en enfer a fait l'objet de controverses depuis les premiers temps du christianisme. L'écrivain et théologien chrétien du IIIe siècle Origène et son école, l'école d'Alexandrie, enseignaient que ces châtiments avaient pour but de purifier des péchés, et qu'ils étaient proportionnels à l'importance des fautes commises. Origène soutenait qu'avec le temps l'effet purificateur serait obtenu chez tous, même les mauvais, que le châtiment finirait par cesser et que ceux qui se trouvaient en enfer pourraient enfin avoir droit au bonheur. Sa doctrine fut condamnée par le deuxième concile de Constantinople en 553, principalement à cause de sa conception éternelle de l'âme. La croyance en un châtiment éternel en enfer devint par contre une caractéristique de l'Église catholique, principalement sous l'influence d'Augustin d'Hippone, mais aussi d'Anselme de Cantorbéry et de Thomas d'Aquin. Le Christianisme orthodoxe, bien plus attentif à l'ensemble de la Philocalie des Pères neptiques, comme aux écrits d'Isaac de Ninive, a toujours mis en évidence l'incompatibilité de l'Amour de Dieu avec l'idée d'un châtiment éternel. Dieu est miséricordieux et offre Son aide pour tous. C'est plutôt le pécheur, par son impureté, qui est incapable de s'approcher de la Lumière de Dieu. Dans la doctrine orthodoxe, Dieu n'a créé aucun enfer, mais cet endroit est plutôt un lieu de fuite de démons, d'anges déchus essayant de se maintenir loin de Dieu et par extension un lieu de fuite de ceux qui s'identifient aux démons. En Occident, la doctrine du châtiment éternel passa indirectement dans les symboles des Églises réformées, et fut fortement amplifiée par la suite dans certains mouvements protestants évangélistes modernes, parfois d'ailleurs reconnus comme sectaires par les gouvernements des pays qui les abritent.
Les représentations de l’enfer dans l’art et la littérature médiévale décrivaient un paysage cauchemardesque peuplé de démons, de flammes et de damnés en proie à d’innommables souffrances. Cette vision de l’enfer servait souvent à inculquer la peur du châtiment divin et à promouvoir la piété et la crainte de Dieu. Les récits sur l’enfer étaient également utilisés comme un moyen d’enseignement moral, mettant en garde contre les conséquences des actes pécheurs. C’est ce que l’historien Jean Delumeau appelle « la pastorale de la terreur »[réf. souhaitée].

## Dénominations dans les textes bibliques
Dans la Bible hébraïque :
- Sheol[33] : Genèse 37:35, 42:38, 44:29, 44:31, etc.
- Hinnom[34] : Jérémie 19:6, etc.

Dans le Nouveau Testament :
- Hadès[35] : Évangile de Matthieu 11:23, 16:18 ; Évangile de Luc 10:15 ; Actes des Apôtres 2:27-31. 1 ; Corinthiens 15:55 ; Apocalypse 1:18, 6:8, 20: 13-14
- Géhenne (Gué Hinnom)[36] : Évangile de Matthieu 5:22,29,30, 10:28, 18:9, 23:15,33 ; Évangile de Marc 9:43,45,47 ; Évangile de Luc 12:5 ; Épître de Jacques 3:6.

### Hadès
« Hadès » — terme grec équivalent du mot sheol de l'Ancien Testament — apparaît dix fois dans les manuscrits grecs anciens : Matthieu 11:23 ; 16:18 ; Luc 10:15 ; 16:23 ; Actes 2:27, 31 ; Apocalypse 1:18 ; 6:8 ; 20:13, 14.
Certaines traductions de la Bible rendent le grec haïdês par « enfer » mais des versions plus modernes mettent « monde des morts », « séjour des morts » ou « hadès ».

### La géhenne

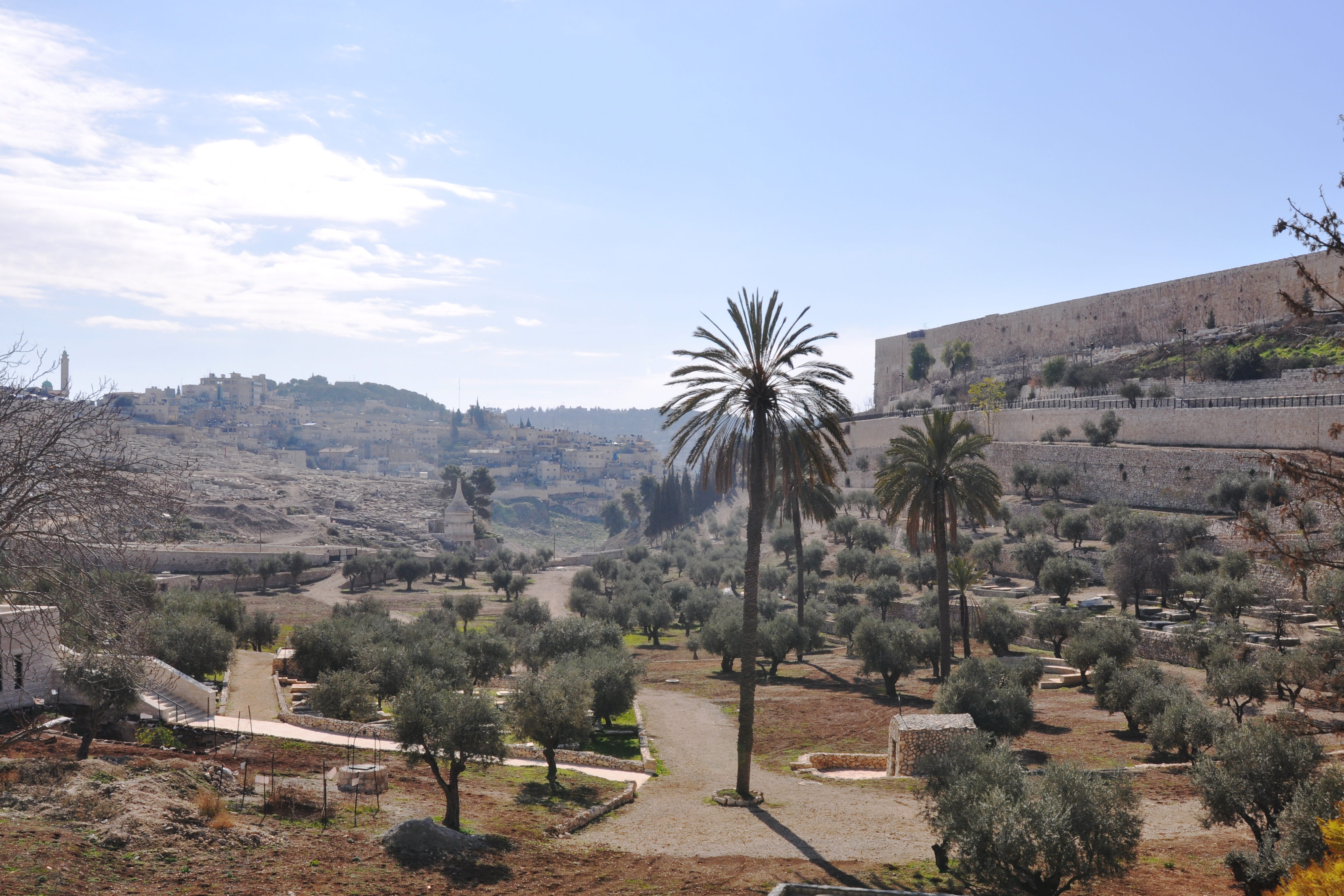
De nos jours, la partie inférieure de Guei ben Hinnom, avec ses grottes et espaces funéraires.

Ce lieu fut transformé en décharge publique par le roi Josias (Yoshiya) pour empêcher ce culte idolâtre cruel (2Rois 23:10). À l'époque de Jésus, on y jetait les détritus, mais aussi les cadavres d'animaux morts, ainsi que les corps des criminels exécutés, les jugeant indignes d'une sépulture décente. Ceci pour préserver de toute souillure la ville où était rendu le culte, au Temple.

### Confusion sur le sens que les Écritures donnent au mot «enfer»
« Le fait que les premiers traducteurs de la Bible ont invariablement rendu par enfer le mot hébreu Schéol et les termes grecs Hadès et Géhenne, a été cause d’une grande confusion et d’interprétations erronées. La simple transcription de ces mots, par les traducteurs des éditions révisées de la Bible, n’a pas suffi à dissiper la confusion et les fausses conceptions ».

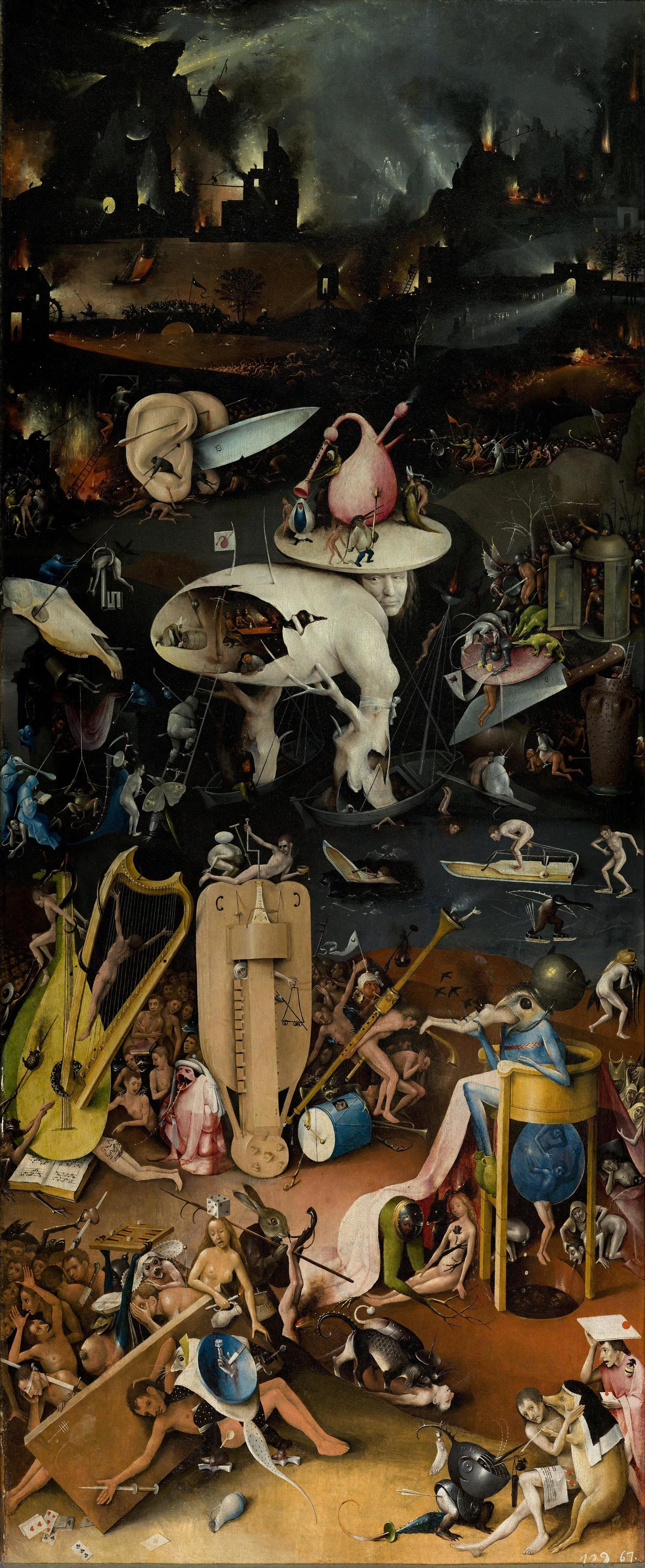
L'Enfer, volet droit du triptyque Le Jardin des délices de Jérôme Bosch.

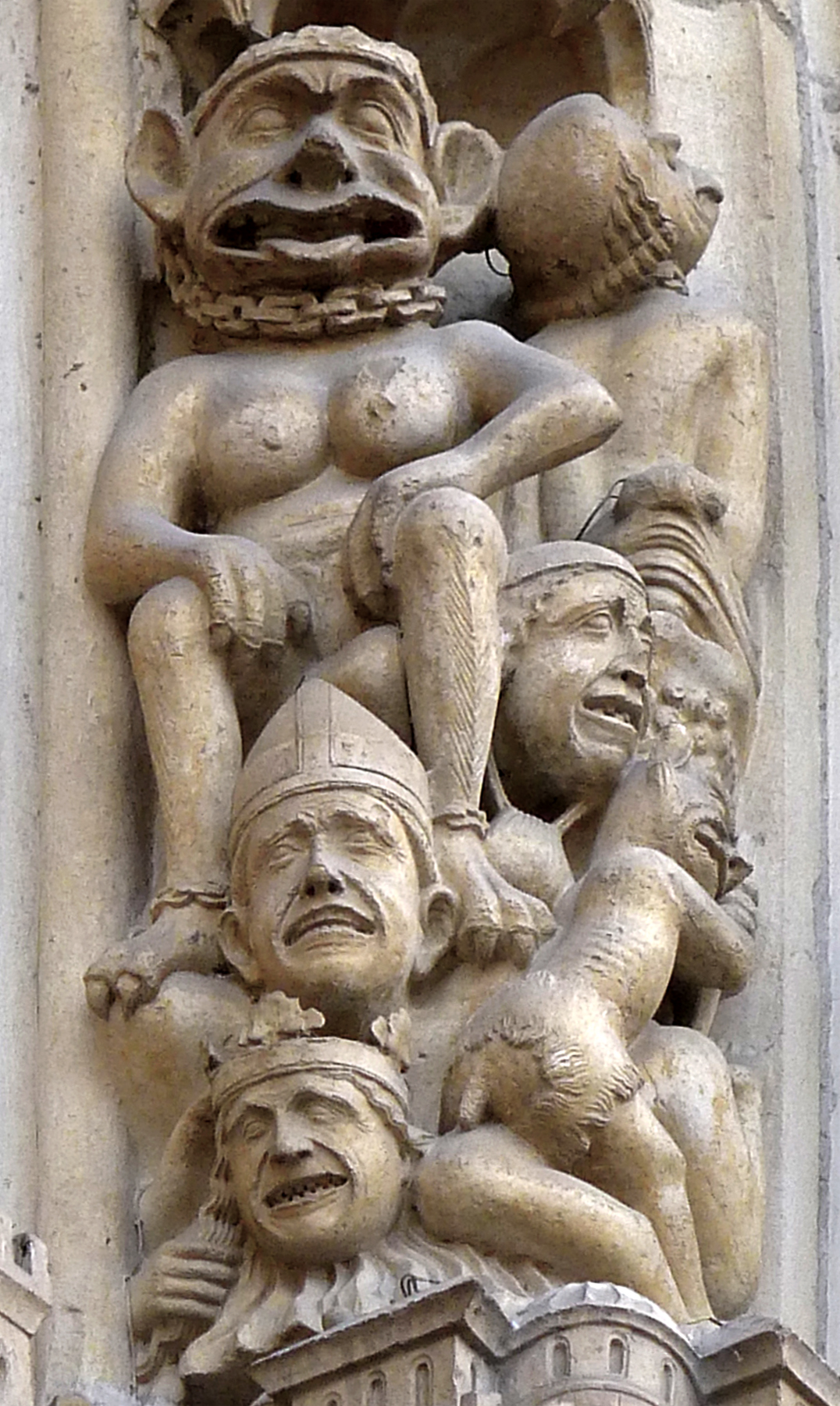
Une vision de l'enfer (bas-relief du portail du Jugement Dernier de la cathédrale Notre-Dame de Paris).

## Christianisme

### Dans le catholicisme
Sur base des Écritures et du raisonnement reflétant la Tradition catholique, le Catéchisme de l'Église catholique (1992) affirme l'existence de l'enfer et son éternité (article 12, partie IV, paragraphes nos 1 033 à 1 037). Il se réfère à l'Évangile, où Jésus parle souvent de la « géhenne », du « feu qui ne s'éteint pas ».
Bien que cela semble s'opposer à l'amour, l'enfer serait au contraire dans la logique même de l'amour :
- puisque Dieu est amour, le fait de le rejeter met dans une situation où l'amour n'existe pas (ce qui est la définition de l'enfer) ;
- Dieu respecte la liberté de l'homme, sans laquelle il n'y a pas d'amour[39], et accepte que l'homme puisse le refuser et choisir d'en être séparé.

Selon le Catéchisme, il n'y a là aucun fatalisme : « Dieu ne prédestine personne à l'enfer ; il faut pour cela une aversion volontaire de Dieu » et seul un refus, volontaire, libre et pleinement conscient de Dieu et de l'amour du prochain amène en Enfer de même que seul le choix de Dieu, de l'amour du prochain mène au Paradis : « à la fin de votre vie, on vous demandera compte de votre volonté et de votre amour » (Saint Jean de la Croix, Sentences, no 50). C'est sur ce point, comme sur celui de l'incompatibilité entre faire le mal et déclarer choisir Dieu, qu'insiste le Catéchisme :

« Nous ne pouvons pas être unis à Dieu à moins de choisir librement de l’aimer. Mais nous ne pouvons pas aimer Dieu si nous péchons gravement contre Lui, contre notre prochain ou contre nous-mêmes : “Celui qui n’aime pas demeure dans la mort. Quiconque hait son frère est un homicide ; or vous savez qu’aucun homicide n’a la vie éternelle demeurant en lui” (1Jn 3,15). Notre Seigneur nous avertit que nous serons séparés de Lui si nous omettons de rencontrer les besoins graves des pauvres et des petits qui sont ses frères (Mt 25,31-46). Mourir en péché mortel sans s’en être repenti et sans accueillir l’amour miséricordieux de Dieu, signifie demeurer séparé de Lui pour toujours par notre propre choix libre. Et c’est cet état d’auto-exclusion définitive de la communion avec Dieu et avec les bienheureux qu’on désigne par le mot “enfer”. »

La dernière phrase « c’est cet état d’auto-exclusion définitive de la communion avec Dieu et avec les bienheureux qu’on désigne par le mot “enfer” » résume à elle seule la notion d'enfer dans le catholicisme. La doctrine catholique présente l'enfer comme un état plutôt qu'un lieu, dans lequel se plonge automatiquement celui qui a choisi lui-même et en pleine connaissance de cause de ne pas être en communion avec Dieu et l'amour du prochain.

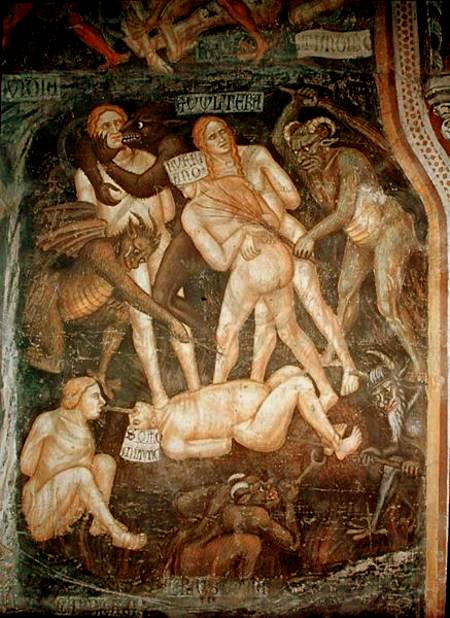
L'Enfer (détail) de la fresque de la Collégiale de San Gimignano, réalisée par T. di Bartolo, inspiré de la Divine Comédie de Dante. (1393). Le sodomite (sottomitto) a un pieu lui entrant dans les fesses et lui sortant de la bouche, et son voisin a la bouche transpercée par le même pieu, une manière de rappeler que la sodomie et la fellation sont deux pratiques également condamnées par Dieu.

Paul écrit dans son Épître aux Romains : « Mais, par ton endurcissement et par ton cœur impénitent, tu t'amasses un trésor de colère pour le jour de la colère et de la manifestation du juste jugement de Dieu, qui rendra à chacun selon ses œuvres ; réservant la vie éternelle à ceux qui, par la persévérance à bien faire, cherchent l'honneur, la gloire et l'immortalité; mais l'irritation et la colère à ceux qui, par esprit de dispute, sont rebelles à la vérité et obéissent à l'injustice » (Rm 2,5-7). Ainsi, de même que les bienheureux du ciel sont traités selon la diversité de leur mérite, il en est de même pour les damnés.
Pour la philosophie et la théologie catholiques, cela ne relève pas d'un côté vindicatif ou une jalousie (au sens moderne du terme) de Dieu, mais il s'agit de la conséquence de ce qu'il n'y a pas de biens indépendants mais une unicité du Bien. Le Bien et Dieu se confondent. Dieu est tout ; Dieu est Amour donc tout ce qui vient de l'Amour vient de Dieu.
Ainsi, celui qui dit avoir cherché le bien mais refuse de reconnaître qu'il ne le trouvera qu'en Dieu se sépare de lui comme celui qui n'a recherché que le mal et a refusé Dieu, dès le départ.
« La peine principale de l’enfer consiste en la séparation éternelle d’avec Dieu en qui seul l’homme peut avoir la vie et le bonheur pour lesquels il a été créé et auxquels il aspire ».
Selon la Théologie catholique, Dieu étant l'Amour, la Vérité, la Vie, celui qui le rejette, rejette tout cela et se retrouve dans la Haine, le Mensonge et la Mort.
Enfin, les catholiques de l'Antiquité en même temps qu'une grande majorité d'autres confessions chrétiennes distinguaient « l'enfer » des « enfers ». « L'enfer » est le lieu de la damnation, le lieu éternel sans Dieu. Au contraire, « les enfers » sont le séjour des morts, qu'on appelle aussi les Limbes, où ceux qui sont décédés avant le Christ ont attendu sa venue. L'expression « les enfers » n'est d'ailleurs plus usitée par le catholicisme contemporain afin d'éviter toute confusion à l'exception du Credo, qui a gardé la formulation antique. Ainsi selon les Credo orientaux et romains, dire que le Christ est descendu aux enfers, signifie qu'il est descendu libérer ceux qui avaient vécu avant lui dans la justice et qui l'attendaient.

## Dans l'islam

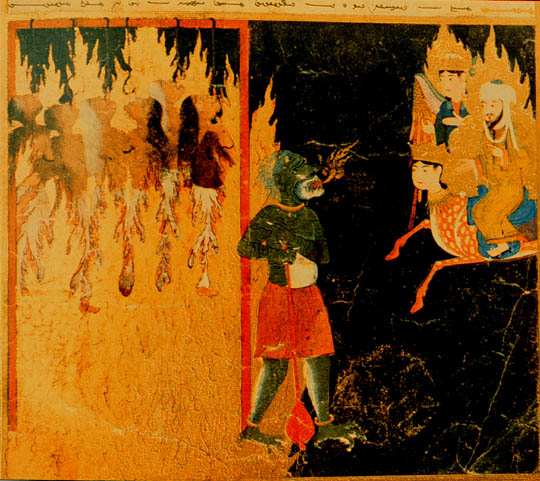
Mahomet rencontre des femmes en enfer, tourmentées par un satan (Dive), une illustration persane du XVe siècle.

L'enfer est désigné, par le Coran, sous deux termes différents. Le premier nâr signifie « feu » tandis que le second Jahannam (arabe : جهنم / ǧahánnam ; turc : cehennem) provient de l'hébreu Ge Ben-Hinnôm (gehenne) et désigne la "vallée des enfants de Hinnôm", terme lié à l'immolation d'enfants dans le cadre du culte de Baâl. Ce terme sera considéré, par la suite, comme un synonyme du sheol. D'autres termes, comme la « fournaise », le « feu ardent »..., sont utilisés par le Coran pour désigner cet endroit ou les châtiments qui y sont subis,.
La description de l'enfer musulman ressemble fortement à celle de l'enfer tel que décrit dans la littérature eschatologique juive. Ainsi, certains traditionnistes musulmans ont personnifié l'enfer en un animal fantastique, de manière similaire à ce qui est fait dans la littérature talmudique et midrashique.
Le Coran insiste, dans la description de l'enfer, sur le feu et sur son caractère destructeur. Les damnés en sont entourés et brulés. Le Coran semble évoquer ce feu comme un châtiment avant tout corporel. De même, celui-ci, comme les sources juives, évoque une obscurité. D'autres tourments comme l'eau bouillante dans laquelle sont jetés les damnés ou les vents pestilentiels sont évoqués par le Coran. Une description très précise de ces tourments y est donnée.

## Dans le bouddhisme

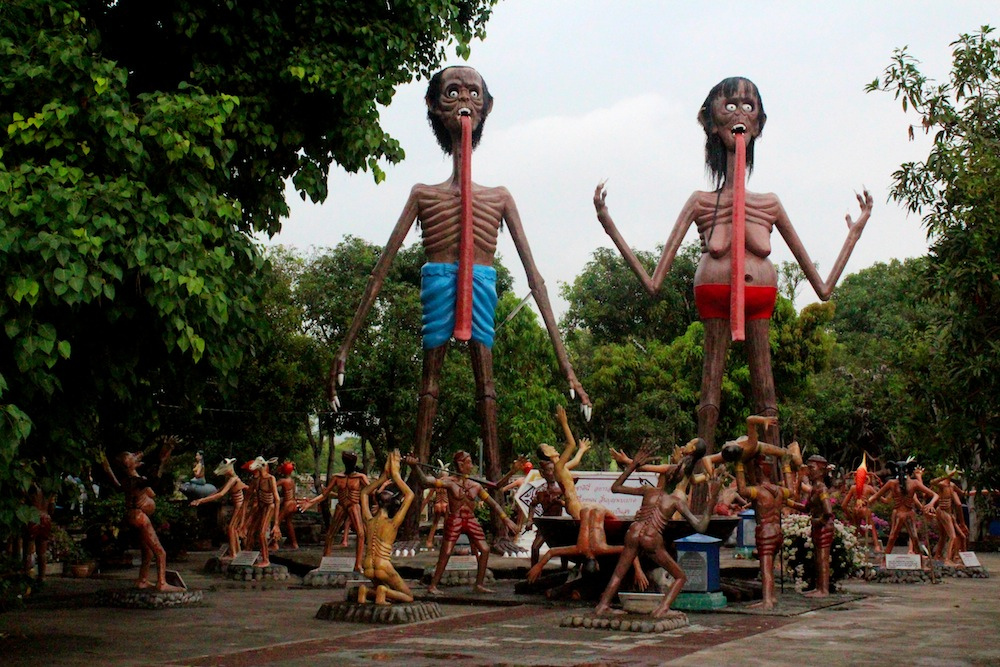
Jardin de sculpture du Wang Saen Suk (Thaïlande) représentant le Naraka, l'enfer bouddhiste

Dans la tradition du bouddhisme tibétain, les enfers sont un des six modes de la sphère des passions. La cosmologie traditionnelle décrit 16 enfers : 8 enfers brûlants, 8 enfers glacés, des enfers périphériques et des enfers éphémères. Il est dit que des renaissances dans ces états infernaux sont induites par des actes négatifs produits sous l'influence de la colère.
Par qui et comment sont produites
Les armes des habitants des enfers ?
Qui fait leur sol de métal brûlant ?
Et d'où viennent leurs brasiers ?
Le bouddha enseigna que tous ces phénomènes
Sont la production d'un esprit en proie aux passions
Śāntideva, Bodhicaryāvatāra.
Yanluowang (閻羅王) (le roi Yanluo) est un dieu chinois d'origine bouddhiste, gardien et juge de l'enfer. C'est une divinité secondaire également présente au Japon sous le nom de Enma.
Le maître bouddhiste zen Taisen Deshimaru a dit : « L'enfer ne se trouve pas dans un autre monde, il existe dans notre esprit ».

## Dans le Shintoïsme

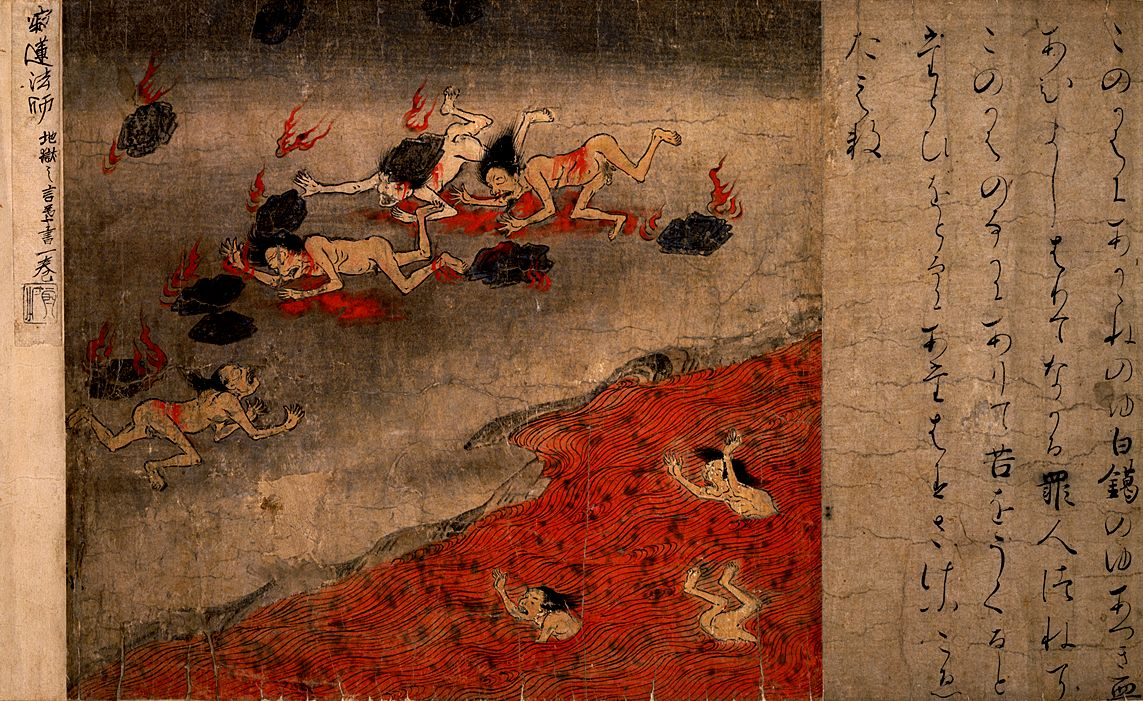
Détail de l'enfer, musée national de Tōkyō.

Il n'existe pas à proprement parler d'enfer mais plutôt un monde souterrain, où le corps subit la putrescence, introduisant l'idée que tout ce qui se rapporte à la mort est impur.

## Dans l'hindouisme
Selon l'indianiste français Jean Herbert, « enfers et paradis ne sont considérés dans l’Inde que comme des lieux de résidence temporaire où nous allons dans certains cas recueillir la rétribution de nos bonnes et de nos mauvaises actions qui n’ont pas encore porté leurs fruits. "Un paradis qui serait éternel est une contradiction" [selon Vivekananda], et de même pour l’enfer. Certains textes, pris littéralement (par exemple la Bhagavad-Gita, I, 44), semblent indiquer le contraire, mais tous les commentateurs et, ce qui est plus important, tous les sages sont catégoriques. Ce caractère non éternel s’explique en particulier par deux considérations d’ordre logique. La première, c’est que puisque ces séjours ont un début, ils doivent, comme tout ce qui a un début, avoir aussi une fin. La seconde, c’est que les actions dont est capable l’homme étant nécessairement limitées, finies, et ne pouvant être infinies, leurs conséquences ne peuvent avoir le caractère d’infinité qu’elles n’ont pas elles-mêmes. La durée des châtiments et récompenses de ces actions humaines est donc forcément limitée et proportionnelle ».

## Dans l'ésotérisme moderne
D'après les ésotéristes modernes, à savoir la théosophie d'Helena Blavatsky, l'anthroposophie de Rudolf Steiner, Omraam Mikhaël Aïvanhov et tant d'autres, il y a, après la mort du corps physique, survivance de certains corps subtils, puis réincarnation après un temps plus ou moins long. L'enfer, ou plus précisément le purgatoire, serait une période de purification, après la mort, au cours de laquelle l'entité se débarrasserait de ce qui la retient encore au monde terrestre tout en prenant conscience des fautes qu'elle a commises au cours de sa vie sur terre.

### Selon Aïvanhov
Aïvanhov écrit : à la mort, vous quittez « les différents corps dont vous devez vous libérer les uns après les autres : d'abord le corps physique, puis, quelque temps après, une semaine ou deux, le corps éthérique ; ensuite, le corps astral, et, là, c'est beaucoup plus long, parce que, dans le plan astral, sont entassés les passions, les convoitises, tous les sentiments inférieurs. Et c'est cela l'Enfer : le plan astral et le mental inférieur le corps mental où l'on doit rester quelque temps pour se purifier. Ensuite, vous vous libérez du corps mental, et c'est là que commence le Paradis, avec le premier ciel, le deuxième ciel, le troisième ciel. La tradition rapporte qu'il y en a sept. Et c'est le retour de l'homme sur la Terre, la naissance de l'enfant ».

### Selon Allan Kardec
Selon le fondateur du spiritisme, Allan Kardec, l'enfer n'est pas un lieu circonscrit. L'enfer désigne l'état de souffrance dans lequel les esprits imparfaits se trouvent en raison des défauts personnels qu'ils n'ont pas encore corrigés. Cet état n'est pas éternel et dépend de la volonté des esprits à progresser. Les spirites usent plus volontiers du terme « bas astral » (plutôt qu'« enfer ») pour désigner cet état de souffrance par lequel passent les esprits peu évolués.

## Dissolution de la notion
La peur de l'enfer, qui a été un puissant facteur de contrôle politique dans le passé, s'est amenuisée à mesure qu'a progressé la sécularisation des sociétés. Certes, comme le signale Hannah Arendt, tant les têtes pensantes de la Révolution française que les Pères fondateurs des États-Unis se sont démarqués de la mentalité dominante de leur époque et ont insisté pour maintenir dans la pensée politique la peur d'un Dieu vengeur, redécouvrant à la suite de Platon l'utilité de la religion comme appui à l'autorité laïque. Malgré cela, « la peur de l'enfer ne figure plus aujourd'hui parmi les raisons susceptibles de prévenir ou d'entraîner les actes de la majeure partie de la société ».

## Représentations dans les arts et la culture
L'enfer a été dépeint par l'Homme dès le début de son histoire au travers de diverses représentations artistiques et culturelles aussi diverses que variées,,,. Ces images de l'enfer peuvent témoigner « des angoisses nouvelles et changeantes de la société » à la fin du Moyen Âge ou de l'inquiétude contemporaine tout en reflétant les mentalités des sociétés qui les réalisent.